# Česká Miss 2013
Česká Miss 2013 byl 9. ročník jediné české národní soutěže krásy Česká Miss.
V roce 2013 o titul Česká Miss 2013 bojovalo 10 dívek, jelikož byl zaveden nový způsob hlasování. O vítězce České Miss 2013 rozhodli diváci svým hlasováním prostřednictvím SMS a telefonátů bez zásahu poroty a postupného vyřazování. Česká Miss 2013 získala kontrakt v hodnotě 1 000 000 Kč.

## Semifinále
Ve čtvrtek 13. prosince 2012 se v hotelu Clarion Congress v Praze konalo semifinále České Miss 2013. V porotě usedli: předsedkyně poroty a prezidentka soutěže Mgr. Michaela Bakala, Miss Earth 2012 Tereza Fajksová, DiS., Česká Miss World 2012 Linda Bartošová, Mr. World Milan Nevosad, moderátor Libor Bouček a DJ a moderátor Pavel Cejnar. Semifinále moderovala Česká Miss 2010 Jitka Válková.
Z 50 semifinalistek vybrala porota 10 dívek (vítězky 14 regionálních castingů), které strávily soustředění v Manile na Filipínách. Tam natočily své medailonky, poté prošly přípravou na finále. Protože se soustředění konalo v době volby prezidenta České republiky, dívky mohly odvolit na zastupitelství České republiky v Manile.

## Finále
Finálový večer se konal 23. března 2013 v Hudebním divadle Karlín v Praze. Přímý přenos byl vysílán televizní stanicí Prima family. Slavnostní večer moderoval Libor Bouček.
V porotě usedla mimo jiné Mgr. Michaela Bakala, Marie Rottrová, Miroslav Donutil, Martin Kraus a další.

## Finalistky soutěže
Finále soutěže se zúčastnilo celkem 10 dívek:
- Ing. Markéta Břízová (č. 1) – pochází z Ostravy.
- Denisa Grossmanová (č. 2) – pochází z Prahy.
- Lucie Kovandová (č. 3)  – pochází z Dolní Kounice. Stala se Českou Miss World 2013.
- Bc. Monika Leová (č. 4)  – pochází Dvořiska. Stala se Českou Miss Earth 2013.
- Kristyna Schicková (č. 5) – pochází z Prahy.
- Anna Avakjanová (č. 6) – pochází z Jirkova.
- Bc. Gabriela Kratochvílová (č. 7)  – pochází z Chotěboře. Stala se Českou Miss 2013 a držitelkou titulu Česká Miss posluchačů Frekvence 1.
- Alena Prešnajdrová (č. 8) – pochází z Brna.
- Zuzana Juračková (č. 9) – pochází z Prostějova.
- Andrea Kolářová (č. 10) – pochází z Liberce.

## Konečné pořadí
| Česká Miss 2013 – Bc. Gabriela Kratochvílová |
| Česká Miss World 2013 – Lucie Kovandová      |
| Česká Miss Earth 2013 – Bc. Monika Leová     |

### Vedlejší titul
- Českou Miss posluchačů Frekvence 1 – Bc. Gabriela Kratochvílová